# Qooxdoo
qooxdoo est un framework open source de développement d'applications Web de type RIA. Il est sous double licence LGPL/EPL.

## Framework
qooxdoo est entièrement basé sur des classes et essaie d'exploiter au maximum les capacités de programmation orientée objet de JavaScript. Il est basé sur des espaces de noms et ne modifie ni n'étend les types JavaScript natifs, afin de pouvoir aisément cohabiter avec d'autres librairies ou s'intégrer à une base de code existante. La plupart des navigateurs Web modernes sont supportés (Internet Explorer 6+, Firefox 2+, Opera 9+, Safari 3+, Chrome 2+).

## Principes
Qooxdoo utilise des principes classiques de programmation d'interface graphique. Il est possible de retrouver ces principes, avec naturellement une implémentation différente, dans SmallTalk, X Windows, Java Swing, Qt, ...
Ces principes sont :
- Les widgets. Un widget est un composant graphique atomique, par exemple un bouton.
- Les containers. Les éléments racines contenant des Widgets.
- Les layouts. Un layout correspond à une stratégie de positionnement des widgets dans un container. C'est particulièrement utile en cas de redimensionnement du container. Par exemple, quand une fenêtre contenant un formulaire est redimensionnée, les widgets composant le formulaires se réajustent en taille en fonction de la stratégie implémentée par le layout.
- La programmation évènementielle. Ainsi, on s'abonne à un évènement pour déclencher un morceau de code quand l'utilisateur click sur un bouton.